# Castillo de Pierrefonds
El château de Pierrefonds es un castillo o château medieval francés ubicado en la comuna de Pierrefonds en el departamento de Oise, en la región de Alta Francia. Está en el límite sur de bosque de Compiègne, al norte de París, entre las comunas de Villers-Cotterêts y la de Compiègne.
El château de Pierrefonds incluye la mayoría de las características de arquitectura defensiva militar de la Edad Media, aunque experimentó una profunda renovación en el siglo XIX.

## Historia
En el siglo XII se construyó un castillo en el lugar. Dos siglos después, en 1392, el rey Carlos VI de Francia transformó el condado de Valois (del cual Pierrefonds era parte) en un ducado y se lo concedió a su hermano Luis, duque de Orleáns. Desde 1393 hasta su muerte en 1407, este último mandó reconstruir el castillo por el arquitecto de la corte, Jean le Noir.
En marzo de 1617, durante el problemático reinado de Luis XIII, el castillo —entonces propiedad de Francois-Annibal d’Estrées (hermano de Gabrielle d'Estrées), quien se había unido al parti des mécontents (partido de los malcontentos) liderado por Enrique II, príncipe de Condé— fue sitiado y tomado por las tropas enviadas por Richelieu, el secretario de estado de la guerra. Se comenzó su demolición, pero no se terminó debido a la enormidad de la tarea. Los trabajos exteriores fueron arrasados, los techos destruidos y se hicieron boquetes en las torres y las murallas.
El castillo permaneció en ruinas durante más de dos siglos. Napoleón I lo compró en 1810 por menos de 3.000 francos. Durante el siglo XIX, con el redescubrimiento de la herencia arquitectónica de la Edad Media, se convirtió en una «ruina romántica». En agosto de 1832, Luis Felipe dio un banquete allí en ocasión del matrimonio de su hija Louise con Léopold de Saxe-Cobourg Gotha, primer rey de Bélgica. Entre otros artistas, Corot describió las ruinas en varios trabajos entre 1834 y 1866. El castillo ha sido clasificado como un monumento histórico por el ministro francés de Cultura desde 1848, y sigue siéndolo en la actualidad.
Luis Napoleón Bonaparte (luego Napoleón III de Francia) visitó el castillo en 1850. En 1857, ya como emperador, le pidió a Viollet-le-Duc que llevara a cabo la restauración. No había dudas en cuanto a las reparaciones concretas de los sectores habitables, el torreón y los anexos, y las pintorescas ruinas del frente se dejarían como decoración. En 1861 el proyecto creció en escala: el soberano quería crear una residencia imperial, así que el castillo sería completamente reconstruido.
Los trabajos, que costarían cinco millones de francos (de los cuales, cuatro millones vendrían de los gastos de protocolo), se detuvieron en 1885, seis años después de la muerte de Viollet-le-Duc. La partida de Napoleón III había detenido la construcción y, debido a falta de fondos, la decoración de las habitaciones quedó sin terminar. En el interior, Viollet-le-Duc produjo trabajos que eran más de su propia creación que de restauración (con pinturas policromadas). Por otro lado en el exterior demostró un excelente conocimiento de la arquitectura militar de la arquitectura del siglo XIV.

## Origen arquitectónico
Originariamente, el castillo de Pierrefonds, fue construido sobre un fortín anterior en 1393, por el duque Luis de Orleáns, a quien se lo había donado el rey Carlos VI. 
La estructura respondía al tradicional dojón francés, inaugurado en 1406 con motivo de los esponsales del segundo hijo del rey. Los enfrentamientos posteriores entre la monarquía y los Orleáns ocasionarán el ataque de incendio del castillo en 1413. Similares conflictos contra la realeza tendrán a Pierrefonds como escenario durante el siglo XVI, en el que los mismos españoles llegaron a apoderarse de la fortaleza para Felipe II.
Richelieu sitió en ella a los nobles de la “parti des mécontens” en 1617, siendo tomada tras un fuerte bombardeo.
Luis XIII, cansado de la permanente resistencia a la Corona por Pierrefonds, ordenó su destrucción, aunque la consistencia de la obra dificultó el derribo completo. El plano de Pierrefonds se compone de un cuadrilátero alargado con 90m de ancho y 110m de largo, con una torre en cada esquina y otra en medio de cada muralla, en total ocho torres semicilíndricas, con las construcciones residenciales adosadas interiormente al perímetro. Las obras del cuerpo central del castillo se materializan en 1865 con 300 operarios, dadas las prisas exigidas por Napoleón III. En 1868 se acomete la gran sala para la colección de armas del emperador, interrumpiéndose la empresa en 1870 con la caída del Imperio tras la guerra franco-prusiana.        

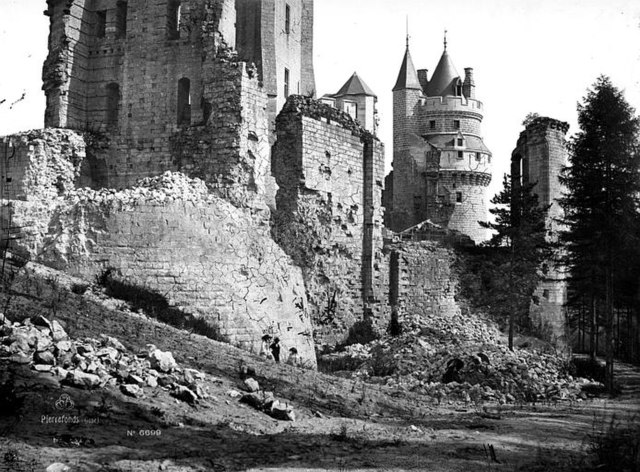
Fortin Pierrefonds. Ruinas

## Reforma de Viollet-le-Duc
Arquitecto, restaurador y teórico de la arquitectura historicista, uno de los grandes teóricos y de los impulsores del estilo neogótico, Eugène-Emmanuel Viollet-le-Duc rechazó asistir a l’Ècole des Beaux-Arts y a la Academia. Durante toda su vida combatió a estas dos instituciones y lo que estas representaban. 

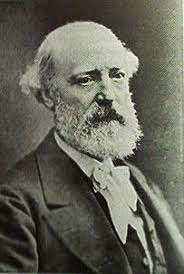
Eugène Viollet-le-Duc, reformador del castillo de Pierrefonds

En 1840 lo nombran inspector de los trabajos de restauración de la sagrada capilla bajo la dirección de Felix Duban. A medida que avanzaba en su carrera a los dos años lo nombran ponente de la administración de obras civiles. Encargado del inventario y restauración del patrimonio medieval. En 1853 es nombrado inspector general de los edificios diocesanos, valiéndose del inmenso conocimiento adquirido a lo largo de tantos trabajos y proyectos. Uno de estos proyectos fue el castillo de Pierrefonds. Por último en 1862 es nombrado profesor de la escuela de Bellas Artes pero ha de retirarse un año más tarde debido a la violenta oposición que sucita su proyecto reformista de la formación de arquitectos. 
Su teoría para la restauración era conservar los edificios en los que no se ha dejado de tener su uso original, y hacer restauración sino de aquellos que son meras ruinas, sus palabras fueron las siguientes: […“ El restaurador debe ponerse en la piel del arquitecto creador primitivo; entender el espíritu de la obra y aplicarlo a la reconstrucción de la obra…”] […” No es necesario renovar; más bien apuntalar, consolidar y sustituir… La piedra más deteriorada por bloques nuevos, pero sin tallar nuevas molduras y esculturas…”]
Aquí es donde nacen los dos postulados contenidos en la definición violletiana:
- Originalidad de estilo (valor histórico):
Éste postulado dota de máximo valor al estilo original de la obra de arte, hasta el punto de admitir la eliminación de sus transformaciones posteriores para recuperar a través de la restauración su supuesto estado original por eso no deja de implicar un valor histórico. 
- La unidad de estilo (valor de novedad) :
Busca ese estado completo que debe de presentar una obra de arte tras su restauración: obra perfecta cerrada y completa, como si fuera nueva “valor de novedad”.
Lo que quiere decir, es que debemos mantener el estado de nuestra obra lo más auténtico posible pero sin disfrazar las modificaciones necesarias para garantizar su conservación. Lo que puede llegar a implicar que esa edificación tenga errores estructurales y no sea durable en el tiempo. De igual manera, Viollet-le-Duc consideraba una locura no usar métodos o materiales que pudieran reforzar la estructura o hacerla más duradera, pero si estos recursos podrían ser aplicados, siempre y cuando no estén a la vista.
En situaciones en donde las intervenciones del edificio están a la vista, deben de notarse y no intentar ocultarse ni disfrazarse. Lo que nos hace respetar la evolución del edificio a lo largo de la historia.
Por otro lado, en un edificio en donde su uso es ocurrente, es necesario asegurar su estabilidad estructural y al mismo tiempo renovar su condición confort, pero haciendo todos sus esfuerzos posibles para mantener su integridad histórica. Para poder mantener esta integridad es necesario estudiar sobre el edificio en cuestión antes de decidir que alterar de la obra. búsqueda de documentos relativos del edificio, planos antiguos, archivos que permitan reconstruir la imagen original del edificio.

## Reformas del castillo de Pierrefonds por Viollet-le-Duc
De 1858-1879, Viollet-le-Duc reconstruye el castillo de Pierrefonds. Busca ponerse en la piel de la arquitecto-creador primitivo; entender el espíritu de la obra y aplicarlo a la misma. Su reforma fue una transformación romántica de la arquitectura militar, una reconstrucción ecléctica.
Una de sus reformas fue el capitel, el gótico pierde su naturaleza real, cuestión histórica, para convertirse en un modelo ideal. En esta parte del edificio se debió hacer un encuentro entre la historia y el presente, quedando así un resultado nuevo, basado en postulados constructivos racionalistas y dotado de un lenguaje formal actualizado, la unidad de estilo ecléctica. Esta obra era imposible de restaurar, por ello levanta una nueva obra neomedieval.
Encuentra la ocasión de reconstruir un castillo de principio del siglo XV, explayando su personalidad creadora impregnada de espíritu romántico.
En principio, no estaba previsto más que la restauración del torreón, destinado a servir de residencia ocasional al emperador. En 1861, el arquitecto, convence a Napoleón III de edificar sobre las ruinas de este castillo para hacer de este una residencia fastuosa y la inclusión de una pequeña capilla en el interior del castillo en un patio central, Los portones de acceso, o la ornamentación de las fachadas con sus esculturas de animales fantásticos, forman un heterogéneo montaje alejado de la autenticidad histórica y modelo para futuras fantasías castillisticas. En efecto, las gárgolas son esculturas que sirven para evacuar el agua de los tejados, fueron instaladas en la Edad Media. Las gárgolas echan el agua por la boca y sobresalen de los muros para que el agua caiga lejos de ellos y así protegerlos de la humedad.

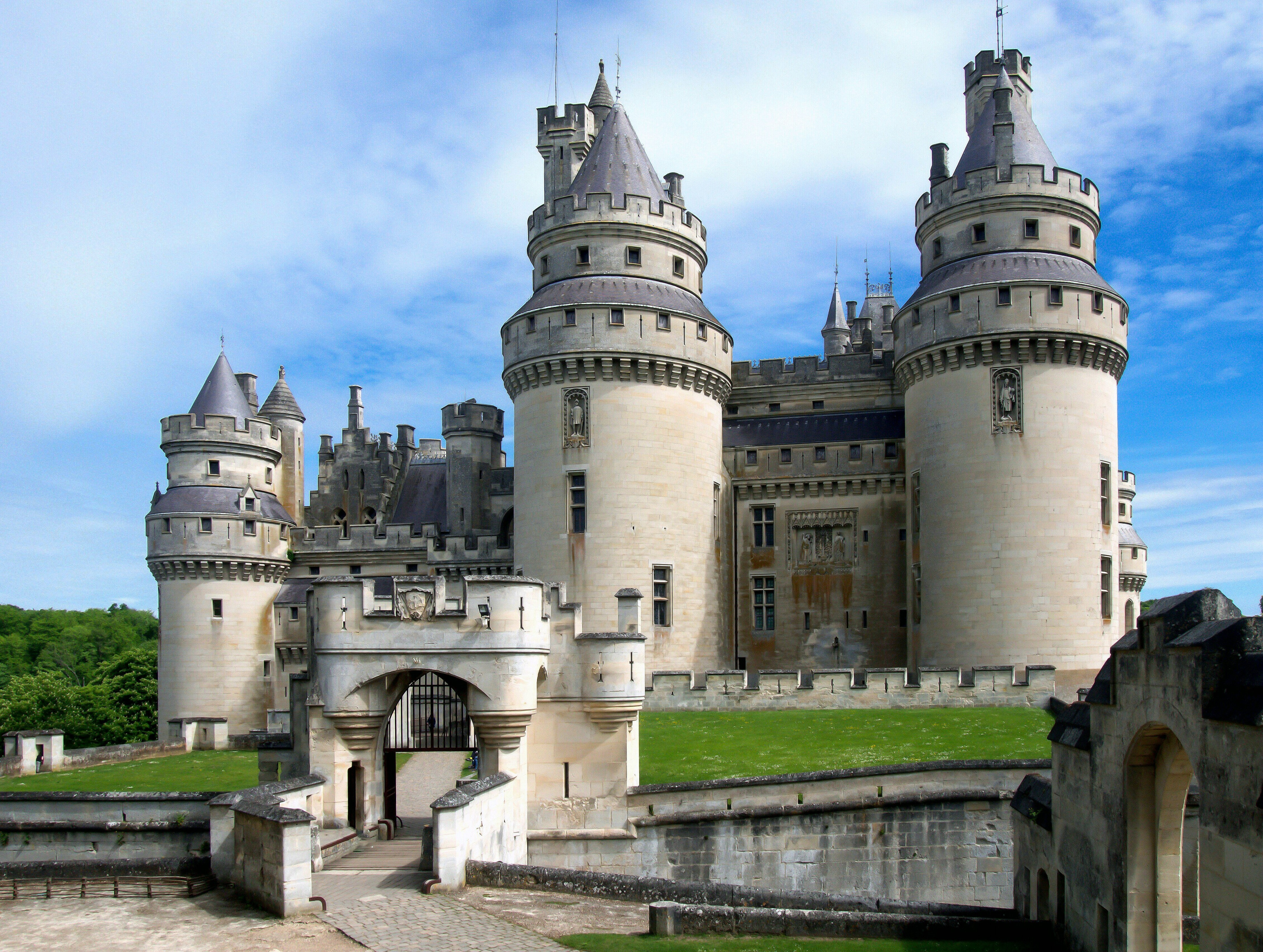

## Curiosidades
El castillo de Pierrefonds ha sido a menudo utilizado como un lugar de filmación para películas y series como: Highlander, Juana de Arco y la versión de 1998 de El hombre de la máscara de hierro. Entre 2008 y 2012 también fue el escenario principal de la serie de la BBC Merlin, protagonizada por Colin Morgan y Bradley James.

## Galería de imágenes

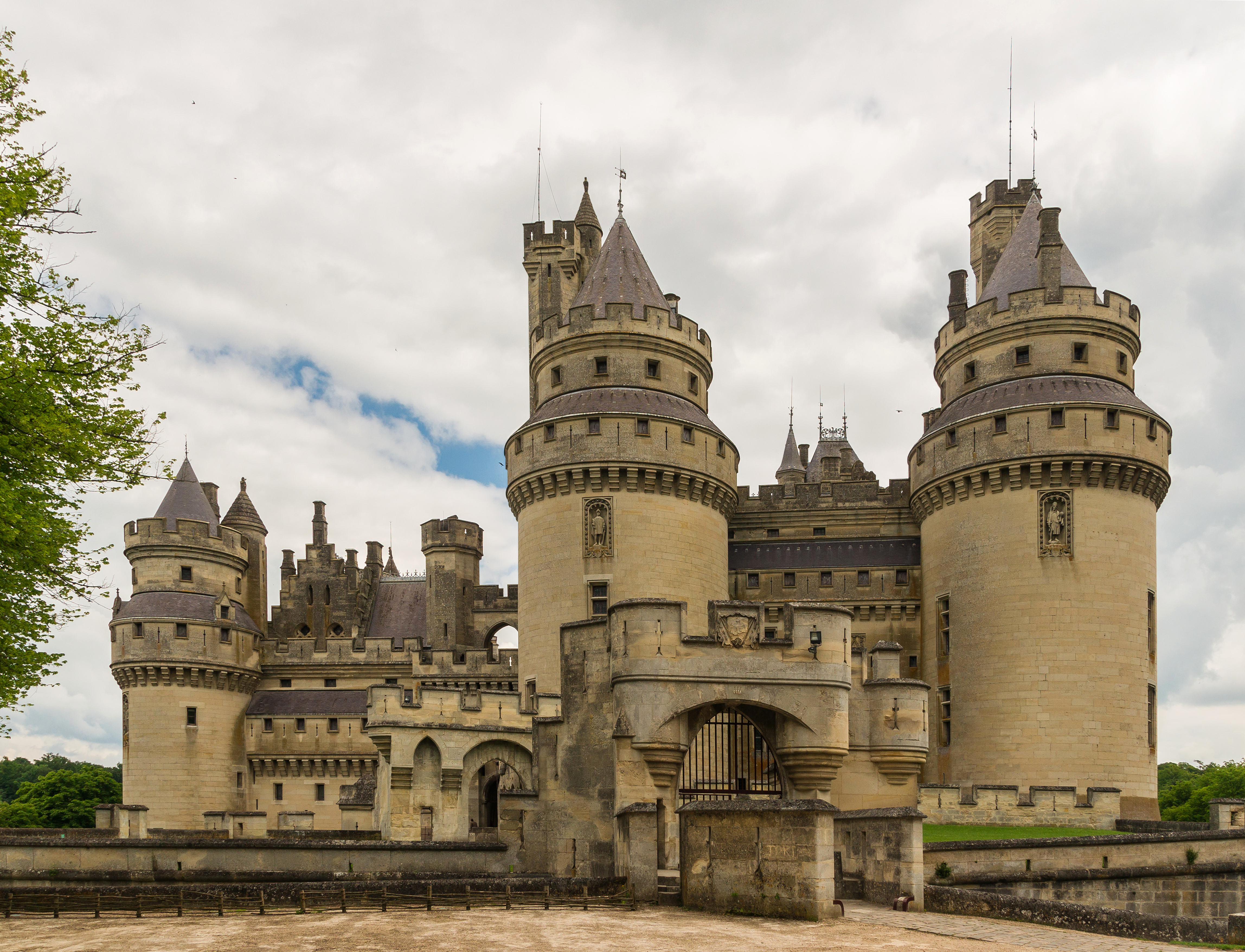
Vista general
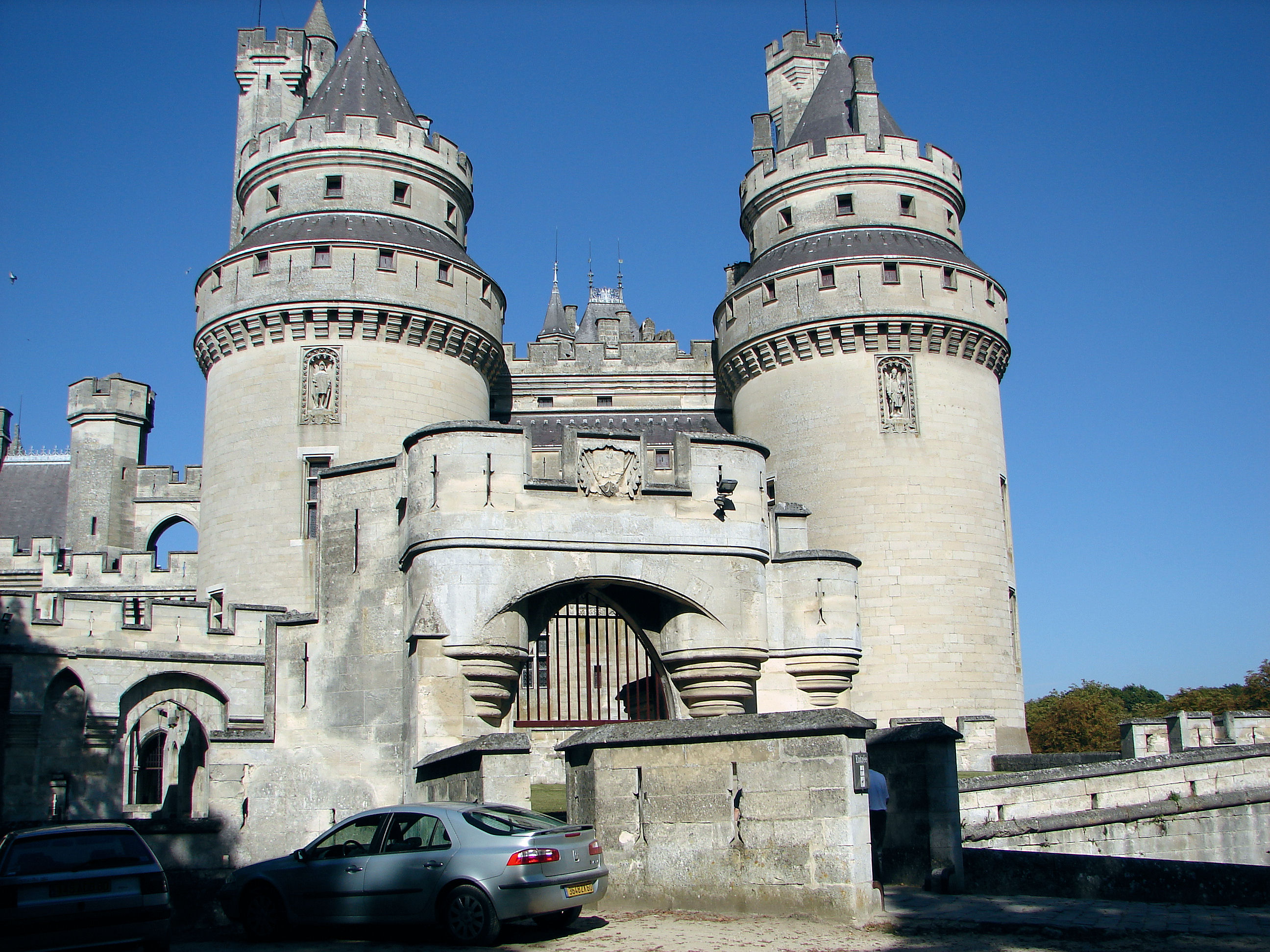
Entrada principal del patio externo.
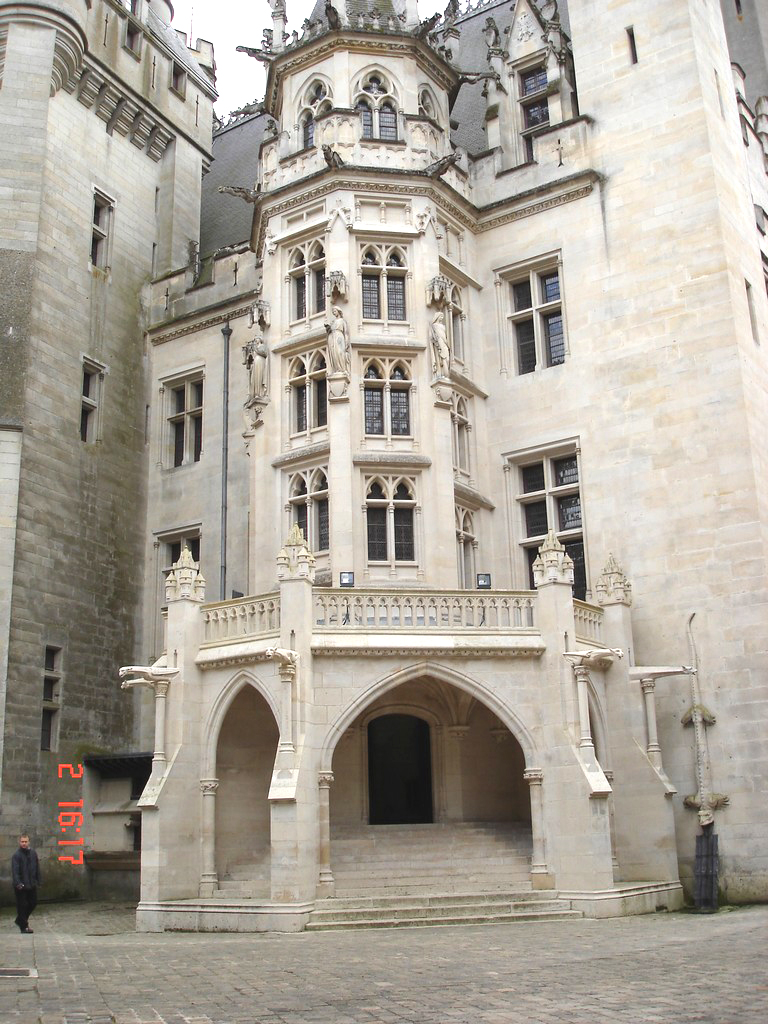
Entrada al bloque principal residencial.
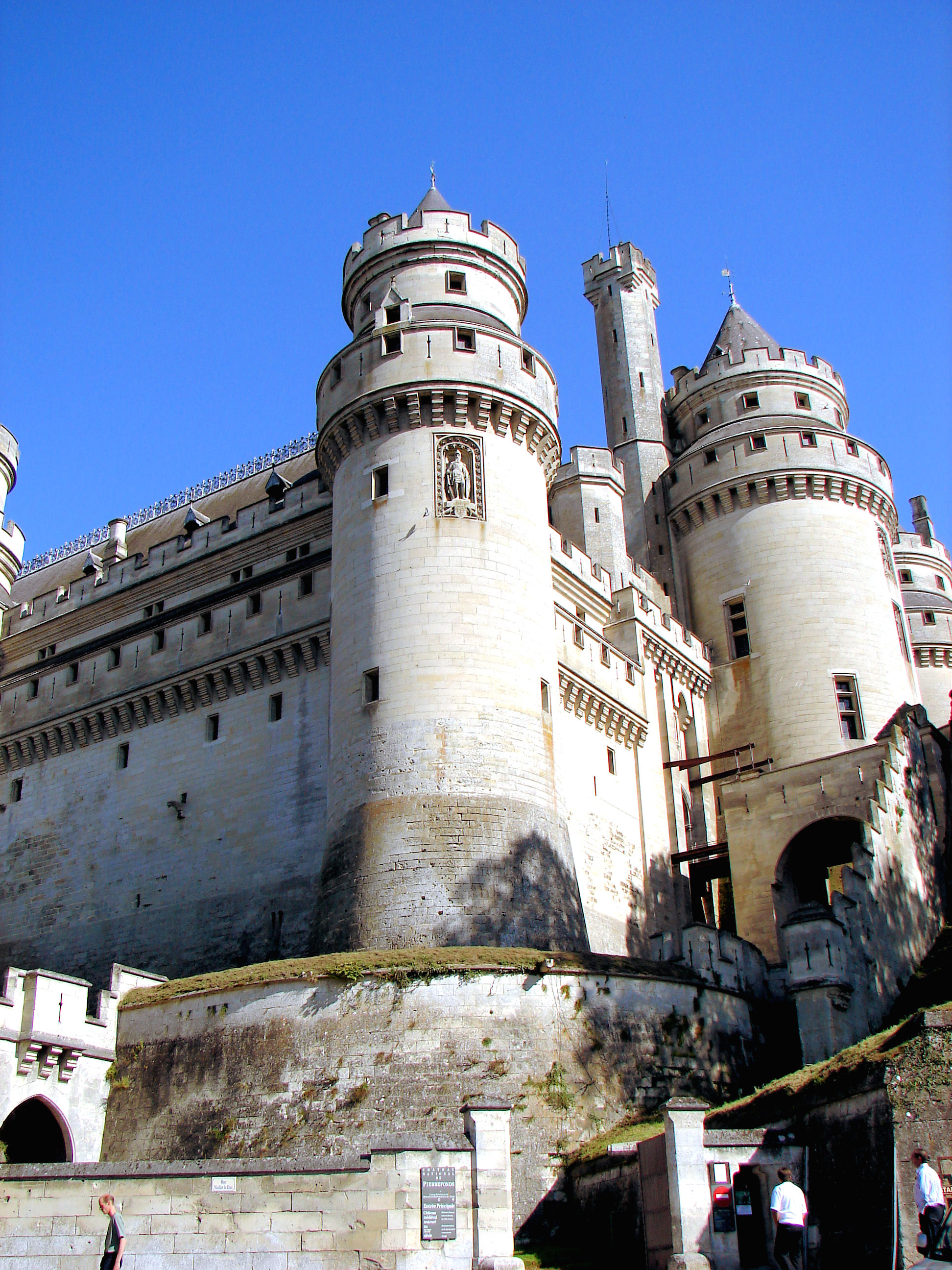
Vista del castillo.

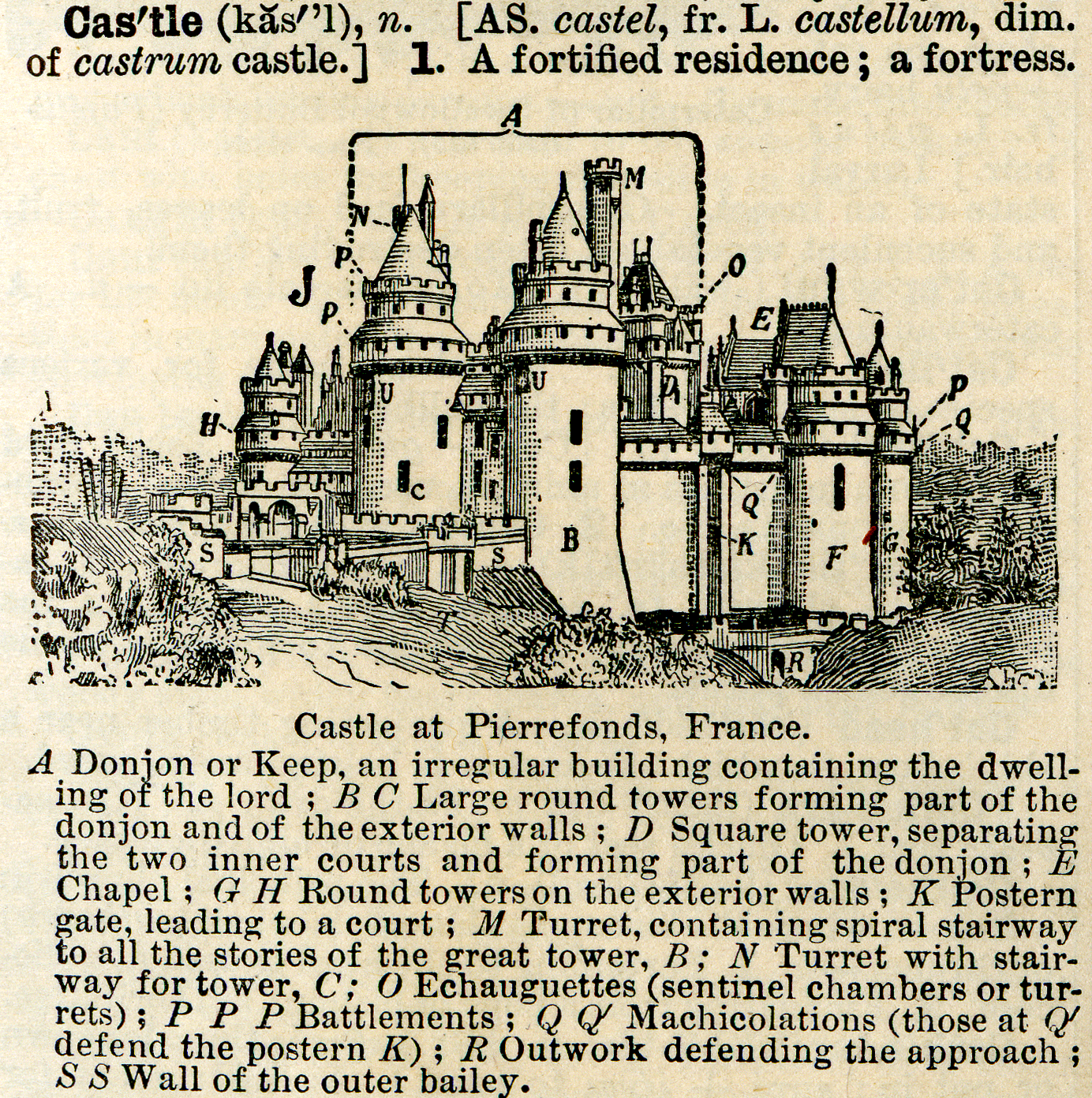
De un diccionario de 1895.
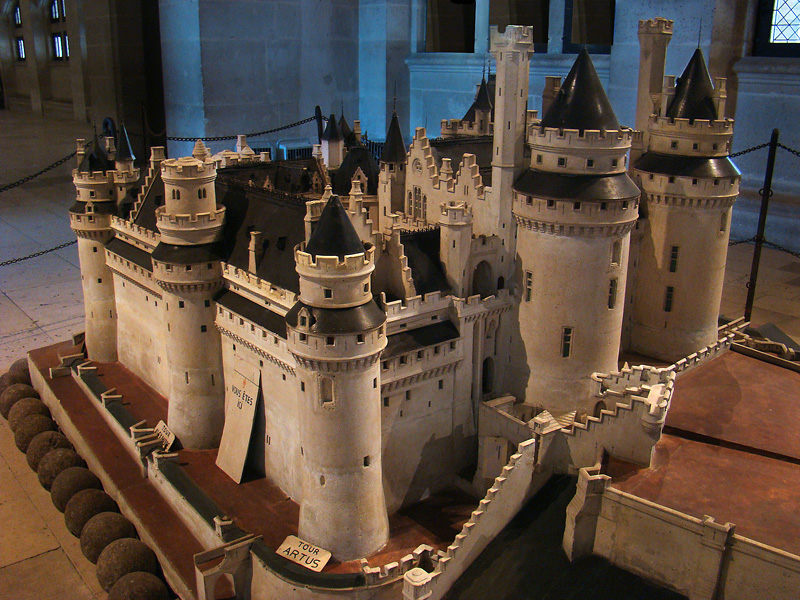
Modelo en piedra a escala.
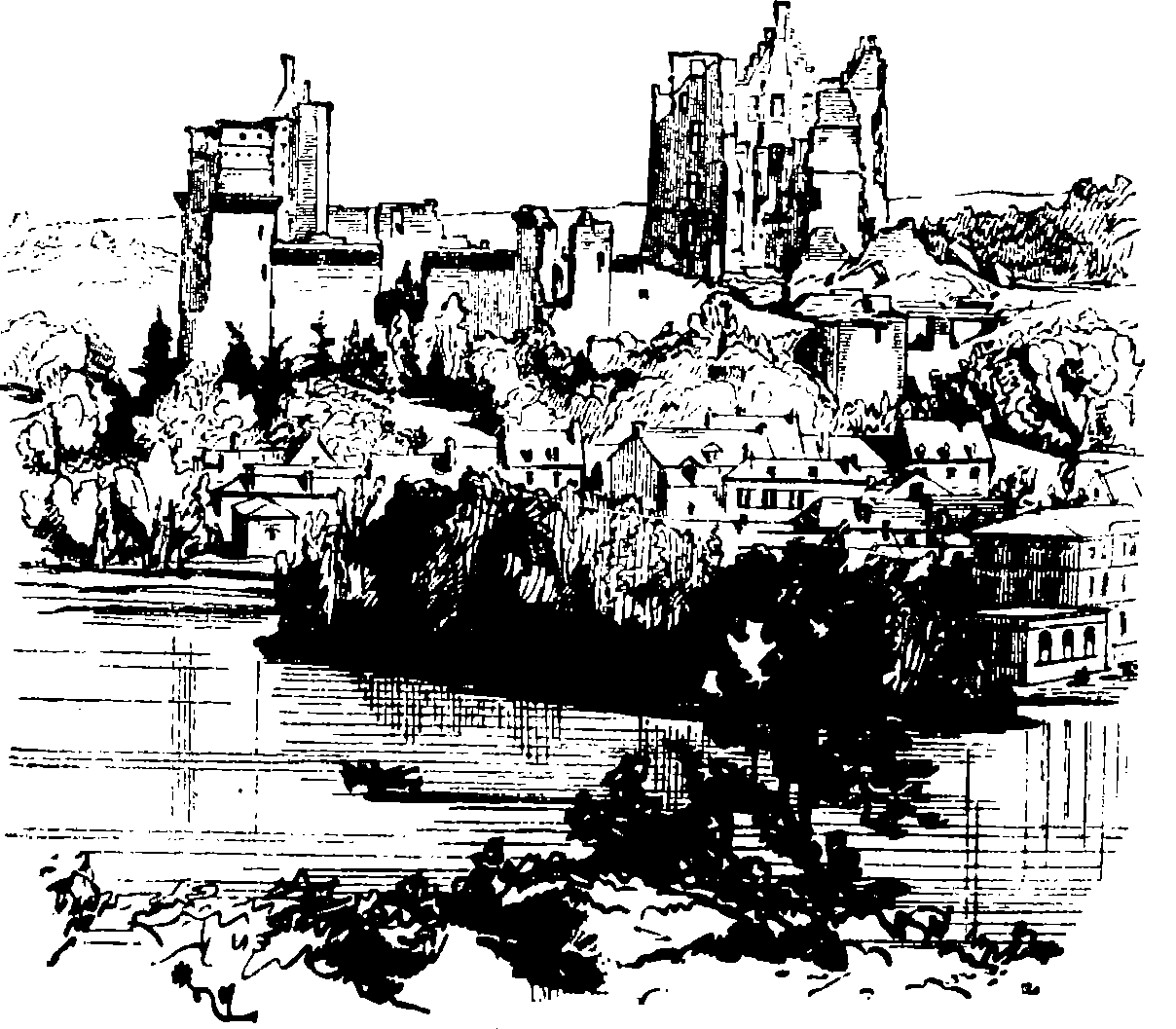
Vista de las ruinas antes de la restauración en 1857.
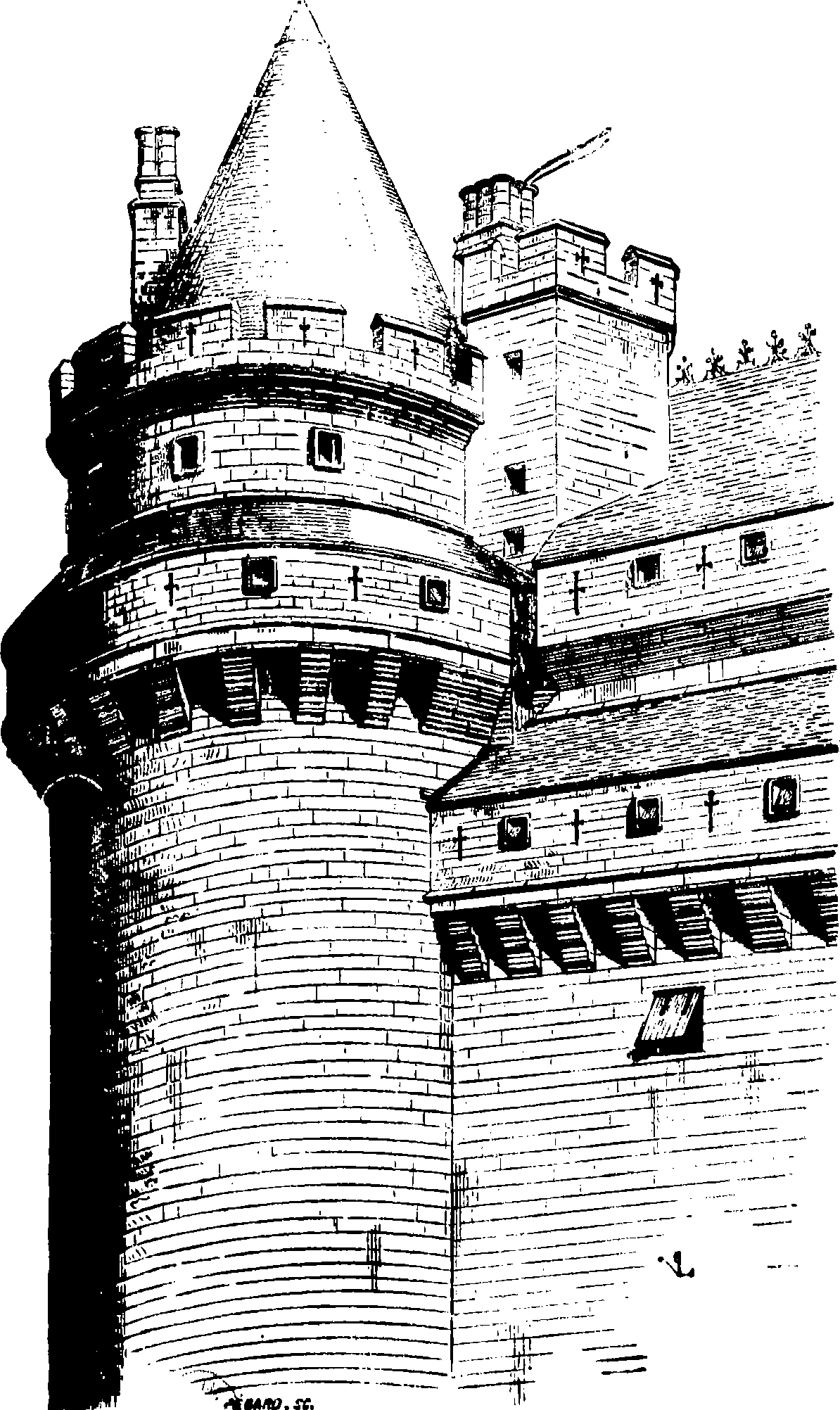
Torre noreste restaurada.
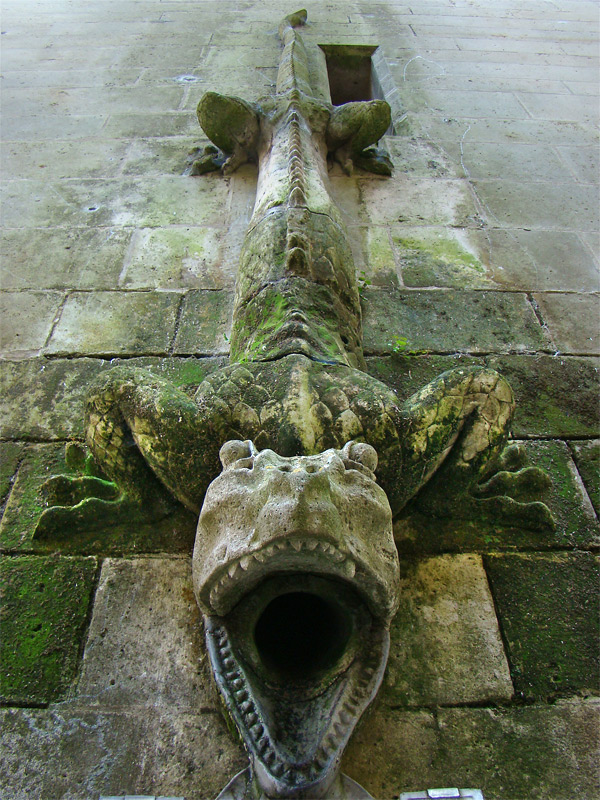
Drenaje del torreón.